# Seznam argentinskih arhitektov
Seznam argentinskih arhitektov.

## A
- Wladimiro Acosta (Vladimir Konstantinovski)
- Mario Roberto Álvarez

## B
- Luis Benedit (1937-2011)

## D
- Julio Dormal

## E
- Marijan Eiletz (slov.-argent.)

## G
- Adrián Gorelik

## M
- Vittorio/Víctor Meano (1860-1904) (ital.-arg.)

## P
- César Pelli (1926-2019)
- Alberto Prebisch

## R
- Martin Rein-Cano

## S
- Alejandro Stoka (Štoka) (slov.-argent.)
- Viktor Sulčič (Víctor/Victorio Sulcic) (slov.-argent.)

## T
- Carlos Thays
- Mario Turel (slov.-argent.)

## U
- Patricia Urquiola

## V
- Jure Vombergar (slov.-argent.)